# Embilipitiya
Embilipitiya est une ville du Sri Lanka, située dans le district de Ratnapura et la Province de Sabaragamuwa.

## Tourisme
Le Parc national d'Uda Walawe est situé à une vingtaine de kilomètres.